# Colubrina stricta
Colubrina stricta är en brakvedsväxtart som beskrevs av Georg George Engelmann. Colubrina stricta ingår i släktet Colubrina och familjen brakvedsväxter. Inga underarter finns listade i Catalogue of Life.